# Obecný název
Obecný název v biologii označuje název taxonu či organismu v národním jazyce. Bývá označován jako protějšek vědeckého názvu stejného taxonu, který je tvořen na základě latinského pravopisu podle příslušných pravidel. V mnoha jazycích se kromě obecných názvů a vědeckých názvů užívají i synonyma pro taxony v těchto jazycích a binomické názvy pro jednotlivé druhy, tvořené podobně jako vědecké názvy, ovšem podle jazykových pravidel příslušného jazyka. Obecné názvy byly často tvořeny na základě specifických vlastností druhu nebo celé skupiny organismů. Vyjadřují často vlastnosti týkající se vzhledu, výskytu, přínosu, nebezpečnosti atp.

## Zápis obecného názvu v češtině
- Zápis obecného názvu v češtině se řídí pravidly českého pravopisu.
- Kromě případu, kdy stojí na začátku věty, píšeme rodové jméno vždy s počátečním malým písmenem (např. jelen, zimolez).
- Druhové jméno píšeme také s malým počátečním písmenem (jelen milu, zimolez japonský); pokud však vzniklo z individuálně přivlastňovacího přídavného jména, píšeme začáteční písmeno velké (jelen Davidův, zimolez Henryův, šafrán Heuffelův).
- Další příklady: réva vinná, réva americká, réva Coignetové.
- V zápisu odrůdy čili kultivaru kulturních rostlin se v češtině užívá názvu začínajícího velkým písmenem: salát hlávkový raný 'Král máje', zelí hlávkové bílé 'Pourovo polopozdní'; odrůdy jablek jsou např. 'Valašská reneta', 'Reneta zlatá', 'Hájkova muškátová reneta', 'Čistecké lahůdkové'.

## Využití obecných názvů v národní taxonomii
Některé názvy tvoří část klasifikace druhů (rodové nebo druhové jméno).